# Yoshio Furukawa
Yoshio Furukawa (jap. 古川好男 Furukawa Yoshio; ur. 5 lipca 1934 r. w prefekturze Osaka) – japoński piłkarz, reprezentant kraju.

## Kariera klubowa
Jako piłkarz grał w takim klubie jak Dunlop Japan.

## Kariera reprezentacyjna
Karierę reprezentacyjną rozpoczął w 1956, a zakończył w 1962 roku. W sumie w reprezentacji wystąpił w 19 spotkaniach. Został powołany do kadry na Igrzyska Olimpijskie 1956.

## Statystyki
| Reprezentacja Japonii | Reprezentacja Japonii | Reprezentacja Japonii |
| Rok                   | Mecze                 | Gole                  |
| --------------------- | --------------------- | --------------------- |
| 1956                  | 3                     | 0                     |
| 1957                  | 0                     | 0                     |
| 1958                  | 3                     | 0                     |
| 1959                  | 10                    | 0                     |
| 1960                  | 0                     | 0                     |
| 1961                  | 1                     | 0                     |
| 1962                  | 1                     | 0                     |
| Razem                 | 18                    | 0                     |